# Збагачення марганцевих руд Нікопольського родовища
Збагачення марганцевих руд Нікопольського родовища
Руди східної частини родовища обробляються на фабриках Грушевських (ГЗФ-1; ГЗФ-2; ЦЗФ), а західної — на Чкаловській (ЧЗФ), Богдановській (БЗФ) і Олександровській (АЗФ). Збагачення здійснюється по комбінованих схемах. Технологічні схеми, як правило, включають: три-чотири стадії дроблення з попереднім просіванням; промивання; класифікацію матеріалу на класи; відсадження великих класів; магнітну сепарацію дріб'язку; флотацію або пінну сепарацію шламів. Мулисті фракції крупністю менше 30 мкм при знешламленні віддаляються у відходи без збагачення. Розходження в схемах фабрик незначні і обумовлені особливостями складу руд. Наприклад, клас менше 3 мм на ГЗФ збагачується за магнітно-гравітаційною схемою, а на БЗФ — по магнітній. На БЗФ, на відміну від ГЗФ і ЧЗФ, відсутні операції дозбагачення гравітаційних промпродуктів. Шлами промивання на більшості фабрик збагачуються флотацією (пінною сепарацією), але вихід флотаційного концентрату незначний (до 1,5 %).
Вихідну руду дроблять на молоткових дробарках і валкових зубчастих дробарках типу ДДЗ. Подрібнювання руд здійснюють у барабанних млинах діаметром 3200 мм. Промивання руди проводять у коритних трьохкамерних мийках типу МБМ-1. Відсадження — на безпоршневих відсадочних машинах типу ОМТК, МОБК-8С та ін. Магнітна сепарація здійснюється на електромагнітних валкових мокрих сепараторах типу 2ЕОМ й 4ЕОМ-38/250. Знешламлення — в гідроциклонах діаметром від 350 до 1500 мм. Флотація здійснюється на машинах типу Механобр-6 і ФП-16. Як реагенти-збирачі застосовуються емульсол (10—12 кг/т), сире талове масло (2 кг/т), солярове масло (1,5 кг/т). Як депресор породи — рідке скло (0,5 кг/т).
Флотації піддаються знеілені шлами крупністю 10-100 мкм гравітаційного і магнітного збагачення. В результаті флотації одержують марганцеві концентрати з вмістом Mn = 22-46 % при його вилученні в концентрат 80-90 % знешламленого вихідного живлення, але тільки 40-70 % вихідного матеріалу. Остання обставина пов'язана з більшими втратами марганцю з мулистою фракцією шламів. Перспективним напрямком рішення зазначеної проблеми є застосування технології селективної флокуляції тонкодисперсних фракцій марганцевих руд органічними і неорганічними реагентами. Крім того, застосування пінної сепарації дозволяє збільшити крупність флотуємого матеріалу з 20 до 40 % класу +0,15 мм.
В результаті збагачення окісної руди на нікопольських фабриках одержують концентрати першого сорту із середнім вмістом марганцю 44,8 %, при його виході 35,4 %. Крім першого, одержують концентрати другого сорту, що містять 36,6 % марганцю при їх виході 12,6 %. Вилучення марганцю в товарні концентрати становить у середньому 75,5 %. Із загальної суми втрат більше половини представлено тонкими шламами (до 65 %), причому 60 % цієї кількості становлять вторинні шлами, утворені при дробленні, здрібнюванні і стиранні при промиванні промпродуктів.
В зв'язку з поступовим ростом частки карбонатних руд у живленні фабрик показники збагачення на них погіршуються, вміст марганцю в концентратах знижується, а у відходах — зростає. Це відбувається тому, що карбонати марганцю мають менший теоретичний вміст марганцю, незважаючи на підвищену щільність.